# Buglossoporus flavus
Buglossoporus flavus är en svampart som beskrevs av Corner 1984. Buglossoporus flavus ingår i släktet Buglossoporus och familjen Fomitopsidaceae.   Inga underarter finns listade i Catalogue of Life.